# Вировитица
Вировитица (мађ. Verőce) је град у Хрватској и административно средиште Вировитичко-подравске жупаније. Према резултатима пописа из 2011. у граду је живело 21.291 становник, а у самом насељу је живело 14.688 становника.

## Географија
Налази се на крајњем северозападном делу Славоније. Северно од Вировитице је граница са Мађарском. Кроз град пролази важан државни пут који повезује северозападни и источни део Хрватске.

## Прошлост
Године 1234, краљ Бела IV је дао Вировитици повластицу слободног краљевског града. 1242. године опет исти краљ је дао исту повластицу Загребу, познатију као „златна була“, која је такође издана у Вировитици. Вировитичка жупанија се први пут помиње 1275. године.
Своје посједе у Вировитици, где је провела део живота, имала је и Катарина Бранковић, као жена Улриха II Цељског.
Турци су освојили Вировитицу 1552. (или 1547) године, и држали је у својим рукама готово век и по. Било је озбиљнијих покушаја да се варошица ослободи, као код безуспешне опсаде 1597. године, од стране трупа под командом славонског пуковника Херберштајна. Из турског ропства Вировитицу је 1684. године преотео аустријски генерал гроф Лески.

## Хроника Срба у Вировитици
На српском црквено-народном сабору у Темишвару 1790. године, посланик из Вировитице био је Атанасије Дука трговац.
У трговишту Вировитици је половином 19. века било врло мало Срба православаца. Између 5000 римокатолика живели су православци у шест кућа. Пола века касније, у Вировитици има 1280 кућа, од којих су само три српске у којима станује седам брачних парова. Од 7594 становника Срба је 67, међу којима је доста војника православаца.
Богомоља православна у Вировитици је била посвећена Св. Вазнесењу (Спасовдану), а иконостас је осликао поп Георгије Марковић, док је био администратор парохије између 1854-1857. године. Новосадска црквена општина је 1856. године послала прилог од 158 ф. Захвалили су се јавно путем новина: Стефан Руђић натпоручник у пензији, Васо Новковић тутор, поп Георгије Марковић администратор, И. Деметровић и Ефтимије Поповић.
Први вировитички православни свештеници били су: Филип Јагодић (1814-1815), Арсеније Радовановић (1817-1818), Георгије Болић (1819-1821), Марко Годеч (1822), Сава Шклеба (1823), Авакум Лазић (1825-1825) и следи наставља се подужи списак пароха, који су се брзо смењивали. Православне матрикуле се воде од 1814. године, осим оне умрлих од 1842. године.
Гроф Анте Пејачевић је иначе 1814. године поклонио православцима ту цркву, као тек изграђену на коришћење, али под условом да је сами одржавају и плаћају пароха. То је тешко ишло, па су стално тражили помоћ по српству да би братским прилозима опстали. Велики издатак је била оправка храма и парохијског дома. Захвалили су се 1856. године преко новина највећим помагачима њихове светиње. Неки су дародавци обећали да ће платити изливање звона кад се црквени торањ направи. Били су то: Петар Аксентијевић из Осјека, Стефан Решковац из Копривнице, Ђоко Лацковић из Бјеловара - сваки по једно звоно. Године 1856. Стефан Руђић је био "сучлан" вировитичке црквене општине а Васо Новковић црквени тутор. Оправка храма текла је и даље, а вашари су били место и прилика да се богати трговци Срби договоре колико ће помоћи. Великокупац загребачки Петар Арешић је богато богомољу изнутра опремио и украсио. Други приложници су допринели да се кров црквени оправи. Две године касније 1858. у храму вировитичком је администрирао калуђер, јеромонах Гервасије Јагазовић (1858-1868) из манастира Лепавине, а црквени тутор био је пензионисани граничарски натпоручник Стефан Руђић.
Културну хронику вировитичких Срба исписали су пре свега пренумеранти књига и листова. Павловићев "Српски народни лист" је (1839) куповао претплатом један мештанин. Календар "Сербска пчела" имао је 1837. године свој пункт у Вировитици. Али међу њих 12 читалаца, само је скупљач био из места, предузимљиви трговац Андреј Кушевић. Дружина Српског народног позоришта је марта 1875. године прешла из Слатине у Вировитицу, током турнеје по Троједници.
По попису из 1865. године у Вировитици је било само 89 Срба православаца. Место је 1885. године било у Слатинском изборном срезу за српски црквено-народни сабор у Карловцима. У њему је тада регистровано 53 православне душе.
Новембра 1919. године у Вировитици је био стациониран II коњички пук "Цара Душан". Ту је прославио своју крсну славу "Св.арханђела Михаила".
За време Аустроугарске место Вировитица је било у саставу Војне крајине. Тада су ту углавном живели Срби као плаћена аустро-угарска војска на граници са Турском (Османско царство). Већина тих Срба је ту остала и после Првог светског рата а део је насељен из Херцеговине и то баш у делу Вировитичке општине који припада селима Градина, Митровица (данашњи Липовац).

### Други светски рат
Ти насељени Срби су били масовно убијани и протеривани и за време Другог светског рата. Део њих се вратио, а део је остао у Србији. Знатан број је за време Другог светског рата похрваћен. Зато је деведесетих година прошлог века у општини Вировитица било само око 30% Срба.
Из села Нетече, Зриња, Терезиног Поља, Ратинке, Дијелке, Аде, Рита и Брезовог Поља, у вировитичком срезу истерани су сви добровољци и колонисти са породицама, око 3800 душа и протерани у Србију. Становницима села Дјелке наоружане усташе су наредиле да за 5 минута напусте куће и да узму само оно што могу понети у рукама. И из других срезова протерани су добровољци колонисти а имовина им је одузета.
Такође је протеран велики број Срба: из села Мајковца (Мајковац Подравски 2001. године припојен насељу Жлебина) сви Срби којих је било 1.200, из Новог Обилићева (од 1991. Звонимирово) 86 породица итд.
У селу Гаћишту, срез Вировитица, Хрвати су још за време Бановине Хрватске 1941. године улазили у православну цркву „и полупали врата и кандила и у истој вршили нужду“. У срезу Вировитичком срушене су цркве у Вировитици и у селима: Борова, Гаћиште и Клиса, а у истим местима разорена су и српска гробља.

## Становништво

### Град Вировитица

#### Број становника по пописима
| Националност   | 2001.  | 1991.  | 1981.  | 1971.  | 1961.  | 1953.  | 1948.  | 1931.  | 1921.  | 1910. | 1900. | 1890. | 1880. | 1869. | 1857. |
| бр. становника | 22.618 | 22.931 | 20.905 | 19.367 | 17.578 | 15.136 | 13.222 | 13.088 | 11.243 | 9.682 | 8.980 | 7.762 | 6.540 | 6.356 | 4.869 |

- напомене:

Настао из старе општине Вировитица. Садржи део података општине Лукач у 1921.

### Вировитица (насељено место)

#### Број становника по пописима
| Националност   | 2001.  | 1991.  | 1981.  | 1971.  | 1961.  | 1953. | 1948. | 1931. | 1921. | 1910. | 1900. | 1890. | 1880. | 1869. | 1857. |
| бр. становника | 15.589 | 16.167 | 14.991 | 13.032 | 11.696 | 9.411 | 8.051 | 8.701 | 9.366 | 7.025 | 6.688 | 6.175 | 5.379 | 5.501 | 4.093 |

- напомене:

У 1991. смањено издвајањем делова насеља у самостална насеља Голо Брдо, Милановац, Пожари, Свети Ђурађ и Чемерница те дела подручја у насеље Подгорје. Садржи податке за насеље Корија у 1869. и у 1921, а за насеља Брезик (општина Лукач), Голо Брдо и Свети Ђурађ у 1921. До 1961. садржи податке за насеље Подгорје, а у 1981. податке за насеље Чемерница.

## Попис 1991.
На попису становништва 1991. године, насељено место Вировитица је имало 16.167 становника, следећег националног састава:
| Попис 1991.‍    | Попис 1991.‍  | Попис 1991.‍ | Попис 1991.‍ | Попис 1991.‍ |
| -------------- | ------------ | ----------- | ----------- | ----------- |
|                |              |             |             |             |
| Хрвати         | Хрвати       |             | 12.722      | 78,69%      |
| Срби           | Срби         |             | 1.902       | 11,76%      |
| Југословени    | Југословени  |             | 594         | 3,67%       |
| Чеси           | Чеси         |             | 75          | 0,46%       |
| Мађари         | Мађари       |             | 66          | 0,40%       |
| Албанци        | Албанци      |             | 57          | 0,35%       |
| Македонци      | Македонци    |             | 39          | 0,24%       |
| Црногорци      | Црногорци    |             | 38          | 0,23%       |
| Муслимани      | Муслимани    |             | 28          | 0,17%       |
| Словенци       | Словенци     |             | 28          | 0,17%       |
| Немци          | Немци        |             | 5           | 0,03%       |
| Роми           | Роми         |             | 4           | 0,02%       |
| Русини         | Русини       |             | 4           | 0,02%       |
| Италијани      | Италијани    |             | 2           | 0,01%       |
| Јевреји        | Јевреји      |             | 2           | 0,01%       |
| Аустријанци    | Аустријанци  |             | 1           | 0,00%       |
| Руси           | Руси         |             | 1           | 0,00%       |
| Словаци        | Словаци      |             | 1           | 0,00%       |
| Турци          | Турци        |             | 1           | 0,00%       |
| Украјинци      | Украјинци    |             | 1           | 0,00%       |
| остали         | остали       |             | 12          | 0,07%       |
| неопредељени   | неопредељени |             | 359         | 2,22%       |
| регион. опр.   | регион. опр. |             | 11          | 0,06%       |
| непознато      | непознато    |             | 214         | 1,32%       |
| укупно: 16.167 |              |             |             |             |

## Спорт
- ФК Вировитица, фудбалски клуб из Вировитице који игра у трећој жупанијској лиги.
- ФК Твин, фудбалски клуб из Вировитице који такође игра у трећој жупанијској лиги.